# Evadatul (film din 1993)
Evadatul (în engleză The Fugitive) este un film thriller american din 1993, inspirat din serialul de televiziune cu același nume. Filmul a fost regizat de Andrew Davis și i-a avut în rolurile principale pe Harrison Ford și Tommy Lee Jones.
Povestea începe cu condamnarea lui Richard Kimble (Ford), care fusese acuzat pe nedrept de uciderea soției sale. La scurt timp după aceea, Kimble evadează din arest și se luptă să-și dovededească nevinovăția și să-i aducă în fața justiției pe cei care erau responsabili în timp ce este urmărit necruțător de către o echipă de șerifi federali, condusa de șeriful adjunct Samuel Gerard (Jones).
Filmul a beneficiat de un succes comercial și critic, cu încasări la casele de bilete de la nivel mondial de 368.875.760 de dolari față de lun buget de 44 de milioane de dolari. El a fost nominalizat pentru șapte premii Oscar, inclusiv pentru cel mai bun film, o raritate pentru un film asociat cu un serial de televiziune, iar Jones a câștigat premiul pentru cel mai bun actor în rol secundar. El are în prezent un scor de 94% pe Rotten Tomatoes și un rating de "apreciere universală" din partea Metacritic. El a avut o continuare, Legea e lege, în care Jones a reluat rolul lui Gerard.

## Rezumat
Dr. Richard Kimble (Ford), un respectat chirurg vascular din Chicago, vine acasă într-o noapte și-și găsește soția, Helen (Sela Ward), rănită mortal de un intrus, un om cu o proteză la un braț. Kimble se luptă cu criminalul, dar omul scapă. Toate dovezile circumstanțiale sugerează că Kimble este vinovat de crimă: nu există nici o dovadă a unei intrări prin efracție în casă, amprentele sale sunt pe armă, el este beneficiarul poliței de asigurare de viață a lui Helen și în apelul ei de neînțeles la 9-1-1 ea pare să-l numească ucigașul ei. Kimble este condamnat la moarte pentru  crimă de gradul I, cu premeditare. Pe drum spre închisoare, câțiva prizonieri încearcă să evadeze. În lupta care urmează, autobuzul lor iese de pe drum și se prăbușește pe o cale ferată unde tocmai venea un tren din sens opus. Kimble scapă din autobuzul distrus și fuge în noapte.
Un grup de US Marshals, condus de adjunctul de mareșal federal Samuel Gerard (Jones), ajunge la locul accidentului și se ocupă de vânătoarea fugarilor, în timp ce răniții sunt duși la un spital din apropiere. Kimble se furișează în același spital pentru a-și trata rănile și a-și schimba înfățișarea. În timp ce pleca la spital, el este recunoscut de către un gardian rănit, dar fuge cu o ambulanță. Gerard și echipa sa blochează un tunel printr-un baraj din apropiere pentru a-l prinde pe Kimble, dar foctorul abandonează vehiculul și coboară în canalul de scurgere a apei. Kimble este în cele din urmă încolțit de Gerard la capătul canalului, dar sare în lacul de la baza barajului. El înoată în aval. Cei mai mulți urmăritori renunțe la căutarea lui Kimble, crezându-l mort, dar Gerard persistă și se dovedește că are dreptate atunci când un telefon dat avocatului îl pune din nou pe urmele lui Kimble.
Kimble se întoarce la Chicago pentru a-l găsi pe ucigaș și primește bani de la prietenul său, un medic pe nume Dr. Charles Nichols. Dându-se drept om de serviciu, Kimble intră în secția de protezare a Cook County Hospital pentru a obține o listă cu oamenii care au avut proteza de la braț reparată la scurt timp după asasinarea soției sale. Gerard își dă seama că Kimble trebuie să caute un om cu un braț și începe o căutare similară cu scopul de a anticipa următoarea mișcare a lui Kimble. În timp ce se afla la spital, Kimble observă un băiat grav bolnav, care avea un diagnostic greșit pus de tinerii medici de la secția de urgență, și-l trimite la o intervenție chirurgicală de urgență, ceea ce-i salvează viața. Mai târziu, când este întrebat de un medic (Julianne Moore) de ce a dus bolnavul la o altă secție decât i s-a spus, el fuge și ea cheamă paza.
Kimble merge apoi la închisoarea Cook County Jail, pentru a întâlni un om cu un braț acuzat de jaf armat, dar vede că nu este criminalul. Gerard și echipa sa merg și ei la închisoare cu aceeași suspiciune, iar Gerard îl observă pe Kimble când acesta din urmă pleca. Are loc o urmărire, în care Gerard trage mai multe focuri asupra lui Kimble, dar acestea sunt oprite de sticla antiglonț. Gerard îl urmărește pe Kimble prin parada de St. Patrick's Day din Chicago unde Kimble abia scapă. El vizitează apoi casa următoarei persoane de pe listă, un fost ofițer de poliție pe nume Frederick Sykes. Kimble își dă seama că omul este criminalul și află că acesta este angajat de o companie farmaceutică care lucrează la un nou medicament numit Provasic. Doctorul analizase medicamentul și descoperise că acesta cauza leziuni ale ficatului, care ar fi împiedicat aprobarea sa de către Food and Drug Administration. El constată, de asemenea, că Nichols se ocupa de promovarea medicamentului, aranjase o cursă și-i ordonase lui Sykes să-l ucidă pe Kimble (moartea soției sale a fost accidentală). Gerard îl urmărește pe Kimble la casa lui Sykes și trage și el aceeași concluzie.
Kimble ia un tren L pentru a merge să se confrunte cu Nichols, dar Sykes îl atacă și în lupta care a urmat Sykes împușcă un polițist de tranzit înainte de a fi imobilizat și încătușat de un perete de către Kimble. Câteva momente mai târziu, Kimble întrerupe discursul lui Nichols, acuzându-l de falsificarea datelor de la analiza medicamentului. Ei încep să lupte, în timp ce Gerard și poliția din Chicago îl urmăresc, crezând că Kimble a ucis polițistul de tranzit de la bordul trenului, iar polițiștii sunt instruiți să-l împuște pe loc. Când Kimble, Nichols și Gerard sunt în spălătoria hotelului, Gerard strigă că știe despre conspirația organizată de Nichols. Auzind aceasta, Nichols încearcă să-l împuște pe Gerard, dar în ultimul moment Kimble îl lovește pe la spate, salvând viața lui Gerard. Kimble este luat în custodie de către mareșalii federali, deoarece el era din punct de vedere tehnic încă un fugar, în ciuda nevinovăției sale. În interiorul mașinii, Gerard îi scoate cătușele.

## Distribuție
| Actor             | Rol                          |
| ----------------- | ---------------------------- |
| Harrison Ford     | Dr. Richard Kimble           |
| Tommy Lee Jones   | Deputy Marshal Samuel Gerard |
| Sela Ward         | Helen Kimble                 |
| Julianne Moore    | Dr. Anne Eastman             |
| Joe Pantoliano    | Deputy Marshal Cosmo Renfro  |
| Andreas Katsulas  | Frederick Sykes              |
| Jeroen Krabbé     | Dr. Charles Nichols          |
| Daniel Roebuck    | Deputy Marshal Robert Biggs  |
| L. Scott Caldwell | Deputy Marshal Erin Poole    |
| Tom Wood          | Deputy Marshal Noah Newman   |
| Ron Dean          | detectivul Kelly             |
| Joseph F. Kosala  | detectivul Rosetti           |
| Miguel Nino       | polițistul din Chicago nr. 1 |
| John Drummond     | prezentatoarea de știri      |
| Tony Fosco        | polițistul din Chicago nr. 2 |
| Joseph F. Fisher  | Otto Sloan                   |
| James Liautaud    | Paul                         |
| David Darlow      | Dr. Lentz                    |
| Jane Lynch        | Dr. Kathy Wahlund            |
| Nick Searcy       | șeriful Rawlins              |
| Neil Flynn        | polițist de tranzit          |

## Recepție
Evadatul a deschis puternic la casele de bilete din SUA, aducând încasări de 23.758.855 de dolari în primul său week-end și deținând primul loc timp de șase săptămâni. Încasările au fost în cele din urmă de 183.875.760 $ în SUA, și de 368.875.760 $ la nivel mondial.
El a primit, de asemenea, recenzii entuziaste din partea criticilor de film. În iulie 2009, avea un scor de 94% și era certificat "Fresh" pe situl Rotten Tomatoes și un scor de 86 sau "apreciere universală" din partea Metacritic. Roger Ebert i-a dat 4 stele din 4, numindu-l "unul dintre cele mai bune filme ale anului".
Câțiva comentatori au spus că finalul a fost afectat, fiind introduse elemente de teoria conspirației.

### Premii
Filmul a fost nominalizat la următoarele premii ale Academiei Americane de Film:
| Categorie                         | Nominalizat                                                                  | Rezultat    | Câștigătorul categoriei |
| --------------------------------- | ---------------------------------------------------------------------------- | ----------- | ----------------------- |
| Cel mai bun actor în rol secundar | Tommy Lee Jones                                                              | Câștigător  | Câștigător              |
| Cel mai bun film                  | Arnold Kopelson                                                              | Nominalizat | Lista lui Schindler     |
| Cea mai bună imagine              | Michael Chapman                                                              | Nominalizat | Lista lui Schindler     |
| Cel mai bun montaj                | Dennis Virkler David Finfer Dean Goodhill Don Brochu Richard Nord Dov Hoenig | Nominalizat | Lista lui Schindler     |
| Cea mai bună melodie originală    | James Newton Howard                                                          | Nominalizat | Lista lui Schindler     |
| Cea mai bună editare sonoră       | John Leveque Bruce Stambler                                                  | Nominalizat | Jurassic Park           |
| Cel mai bun sunet                 | Donald O. Mitchell Michael Herbick Frank A. Montaño Scott D. Smith           | Nominalizat | Jurassic Park           |

Jones a primit și numeroase alte premii pentru rolul său, inclusiv Premiul Globul de Aur pentru cel mai bun actor în rol secundar (film). Regizorul Andrew Davis a primit o nominalizare pentru "cel mai bun regizor" la premiile Globul de Aur și Directors Guild of America din acel an (dar nu a fost onorat cu o nominalizare similară la Premiile Oscar). Ford a fost și el nominalizat pentru un Glob de Aur pentru interpretarea sa.
Listele American Film Institute
- AFI's 100 Years...100 Movies - Nominalizat
- AFI's 100 Years...100 Thrills - #33
- AFI's 100 Years...100 Heroes and Villains:
  - Dr. Richard Kimble - Nominalizat ca Hero
- AFI's 100 Years of Film Scores - Nominalizat
- AFI's 10 Top 10 - Nominalizat ca Mystery Film

## Novelizare și remake-uri
Jeanne Kalogridis a scris o novelizare a filmului. Ea a plecat de la scenariul original, care evită multe dintre dialogurile savante și pline de umor din film. Romanul ei arată o mai mare atenție unora dintre personajele principale ale filmului, în special lui Gerard și mai noilor săi subordonați. Au fost realizate și două remake-uri: filmul Criminal în limba telugu  și filmul Nirnayam în malayalam.

## Continuare
Jones a reluat rolul lui Gerard într-o continuare lansată în 1998, Legea e lege (titlu original U.S. Marshals), în care joacă și Wesley Snipes, Robert Downey Jr., Joe Pantoliano, Daniel Roebuck și Tom Wood. Al doilea film prezintă iarăși echipa lui Gerard urmărind un evadat acuzat de crimă, dar acolo nu apare Harrsison Ford în rolul lui Kimble sau evenimente din primul film. Totuși, spitalul ficțional la care lucra Kimble, Chicago Memorial, este prezentat.